# Parapurcellia silvicola
Parapurcellia silvicola - gatunek kosarza z podrzędu Cyphophthalmi i rodziny Pettalidae.

## Występowanie
Gatunek endemiczny dla Republiki Południowej Afryki. Występuje w rezerwacie leśnym Nkandhla i w lasach Ngoye w prowincji KwaZulu-Natal.